# Nave prigione

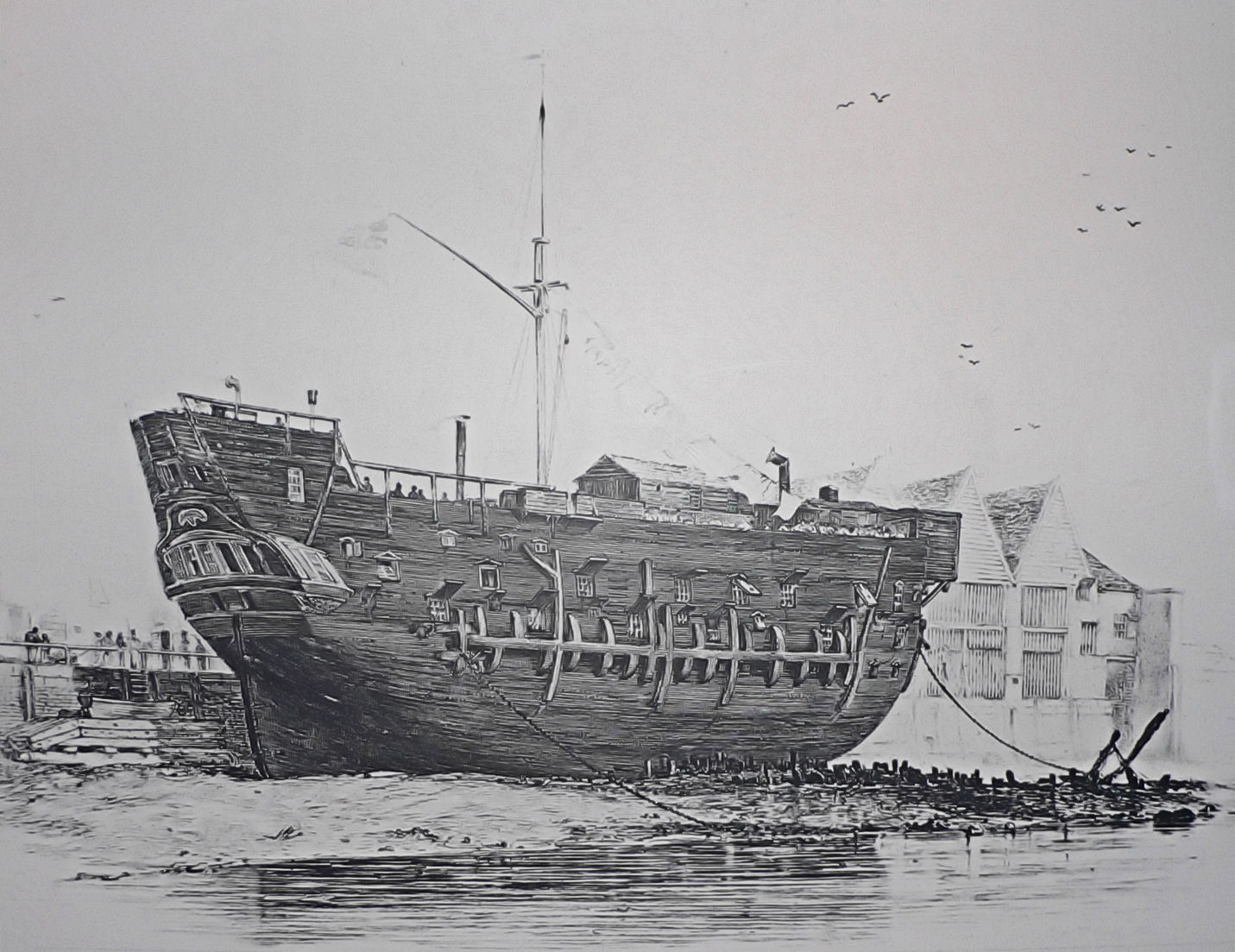
La nave prigione "spiaggiata" HMS Discovery a Deptford. Varata come sloop da dieci cannoni a Rotherhithe nel 1789, la nave funse da hulk per condannati dal 1818 fino a che fu demolita nel 1834.

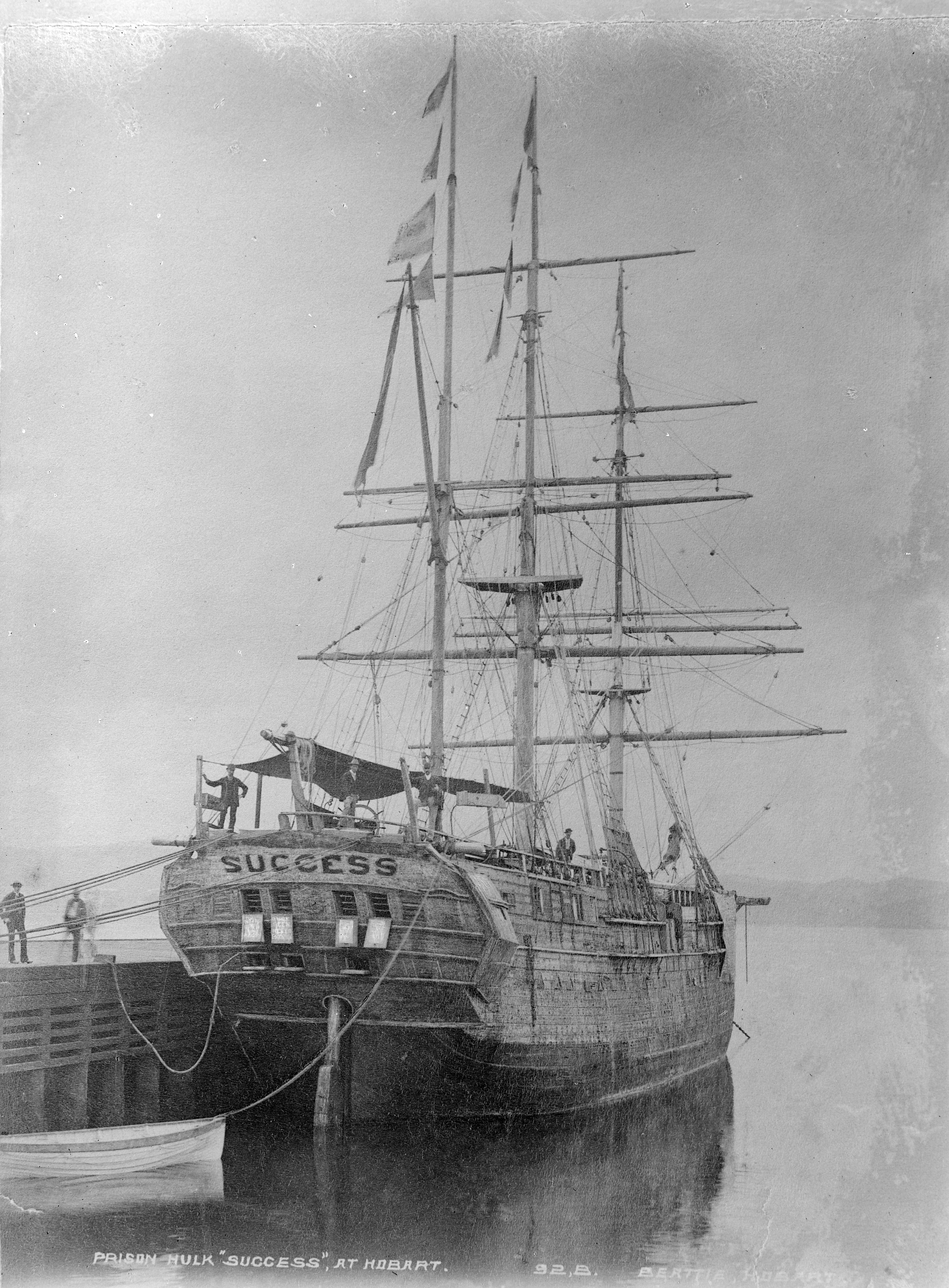
Lo hulk prigione HMS Success a Hobart, (Tasmania), Australia

Una nave prigione, spesso descritta più precisamente come hulk prigione, è un'imbarcazione attualmente o precedentemente in grado di navigare che è stata modificata per diventare sostanzialmente un luogo di restrizione per detenuti, prigionieri di guerra o internati civili. Molte nazioni hanno allestito navi prigione in varie epoche, ma la pratica fu soprattutto diffusa nella Gran Bretagna dei secoli XVII e XVIII, poiché il suo governo cercava di risolvere i problemi delle carceri civili sovraffollate sulla terra e dell'afflusso di moltissimi nemici catturati in occasione della Guerra dell'orecchio di Jenkins, della Guerra dei sette anni, delle Guerre rivoluzionarie francesi e delle Guerre napoleoniche.
Con la nave prigione non va confusa la galea, in cui i rematori (talvolta, ma non necessariamente, condannati che scontavano in tal modo la loro pena, o eventualmente altri forzati) avevano ovviamente un ruolo essenziale alla propulsione dell'imbarcazione.

## Storia
Le imbarcazioni erano una forma comune di internamento in Gran Bretagna ed altrove nel XVIII secolo e XIX secolo. Charles F. Campbell scrive che circa 40 navi della Royal Navy furono convertite all'uso di hulk prigione. Tra i vari hulk c'era l'HMS Warrior, che era diventata una nave prigione a Woolwich nel febbraio 1840. Uno fu istituito a Gibilterra, altri a Bermuda (la Dromedary), ad Antigua, al largo di Brooklyn nella Wallabout Bay, e a Sheerness. Altri hulk furono ancorati al largo di Woolwich, Portsmouth, Chatham, Deptford, e Plymouth-Dock/Devonport. La HMS ''Agenta'', in origine una nave cargo senza oblò, fu acquistata e posta in servizio a Belfast Lough (Irlanda del Nord) per far osservare il Civil Authorities (Special Powers) Act (Northern Ireland) 1922 intorno al periodo Bloody Sunday (1920) dei cattolici irlandesi. C'erano anche aziende private che possedevano e gestivano alcuni hulk britannici che ospitavano prigionieri destinati alla deportazione in Australia ed America.
La HM ''Prison Weare'' fu usata dai britannici come nave prigione tra il 1997 ed il 2006. Aveva attraversato a rimorchio l'Atlantico dagli Stati Uniti nel 1997 per essere convertita in nave prigione. Fu ormeggiata a Portland Harbour in Dorset (Inghilterra).

### Uso britannico durante la Guerra d'indipendenza americana

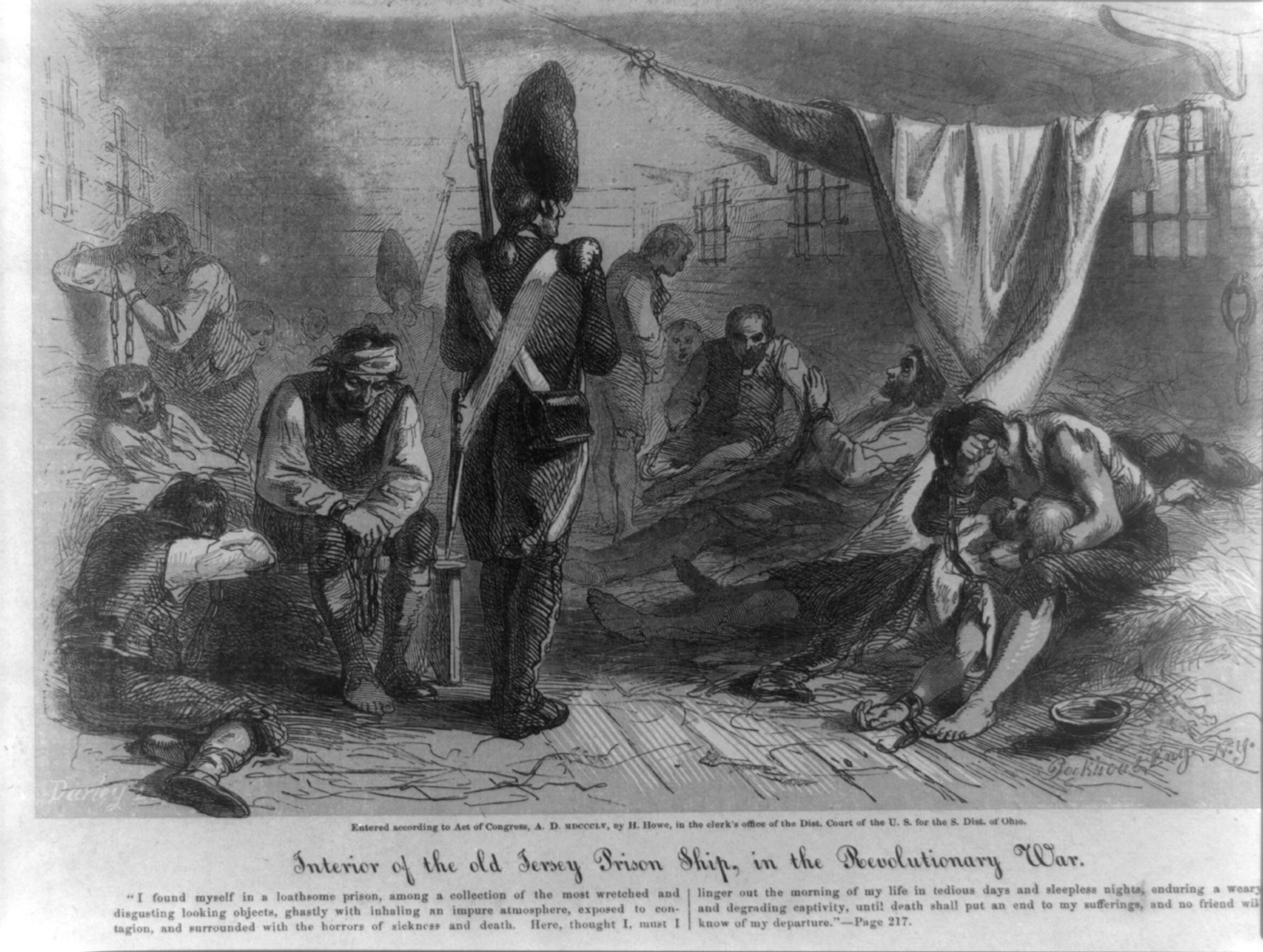
Interno della nave prigione britannica Jersey

Durante la Guerra d'indipendenza americana morirono più americani coloniali come prigionieri di guerra sulle navi prigione britanniche, per negligenza intenzionale, di quanti ne fossero morti in combattimento in quella stessa guerra. Nel corso della guerra morirono 11 500 uomini e donne per sovraffollamento, acqua inquinata, fame, e malattie sulle navi prigione ancorate nell'East River; i loro corpi furono sommariamente sepolti lungo la spiaggia. Il fatto è commemorato dal "Prison Ship Martyrs' Monument" di Fort Greene Park (Brooklyn, New York City).
Christopher Vail, di Southold, che fu imbarcato sulla nave britannica di questo tipo HMS Jersey nel 1781, scrisse più tardi:

'Quando moriva qualcuno lo portavano su al castello di prua e lo lasciavano là fino al giorno dopo alle 8 poi lo scaricavano dalle murate legato ad una corda a mo' di bestia. C'era un morto al giorno finché son stato là. Erano portati sulla spiaggia in sacchi e trasportati fuori bordo sul molo, poi messi di traverso su una carriola a mano, portati sul ciglio della riva, dove era stata scavata una fossa fonda uno o due piedi e buttavano tutto assieme.'

Nel 1778 Robert Sheffield di Stonington (Connecticut) evase da una di queste navi prigione, e raccontò la sua storia nella Connecticut Gazette, stampata il 10 luglio 1778. Era uno dei 350 prigionieri tenuti in un vano sotto i ponti.

"Il calore era così intenso che (con il sole che picchiava tutto il giorno sul ponte) erano tutti nudi, il che era utile anche per liberarsi dei parassiti, ma gli ammalati venivano divorati vivi. Le loro espressioni contagiose e i loro sguardi spettrali erano orribili; alcuni imprecavano e bestemmiavano; altri piangevano, pregavano, e si strizzavano le mani; e inseguivano fantasmi; altri deliranti, si agitavano furiosamente, — tutti smaniavano per respirare; alcuni morti, e in via di decomposizione. L'aria era così fetida che a volte la lampada non poteva rimanere accesa, per il motivo che i corpi non venivano rimossi finché non erano morti da dieci giorni."

### Uso britannico nelle Guerre napoleoniche
Alcuni studiosi hanno scritto che per i prigionieri detenuti negli hulk di Chatham Portsmouth e Plymouth le condizioni di vita a bordo e la mortalità fra i prigionieri erano denigrate dai francesi a fini propagandistici durante le guerre e da singoli prigionieri che scrissero in seguito le proprie memorie ed esagerarono le sofferenze cui erano stati sottoposti. Memorie come quelle del Mes Pontons di Louis Garneray (tradotto nel 2003 in inglese come The Floating Prison), Histoire des pontons et prisons d’Angleterre pendant la guerre du Consulat et de l’Empire, (1845) di Alexandre Lardier, Coup d’œuil rapide sur les Pontons de Chatam, (1837) del tenente Mesonant, l'anonima Histoire du Sergent Flavigny (1815) ed altre, sono in gran parte opere di fantasia e contengono lunghi brani frutto di plagio artistico. Storici attendibili ed influenti come Francis Abell (Prisoners of War in Britain, 1756-1814 (1914)) e W. Branch Johnson (The English Prison Hulks, (1970)) presero alla lettera queste memorie senza porsi domande sulle loro origini. Da ciò è derivato il pervicace mito secondo cui gli hulk sarebbero stati un mezzo per sterminare i prigionieri, attese le intollerabili condizioni a bordo. Sembra che la verità fosse assai meno raccapricciante e quando si studiano obiettivamente le quote di prigionieri deceduti, un valore di mortalità tra il 5 e l'8% di tutta quella popolazione statistica, sia in terraferma sia sugli hulk, sembra essere stato normale.

### Uso britannico per accogliere detenuti comuni

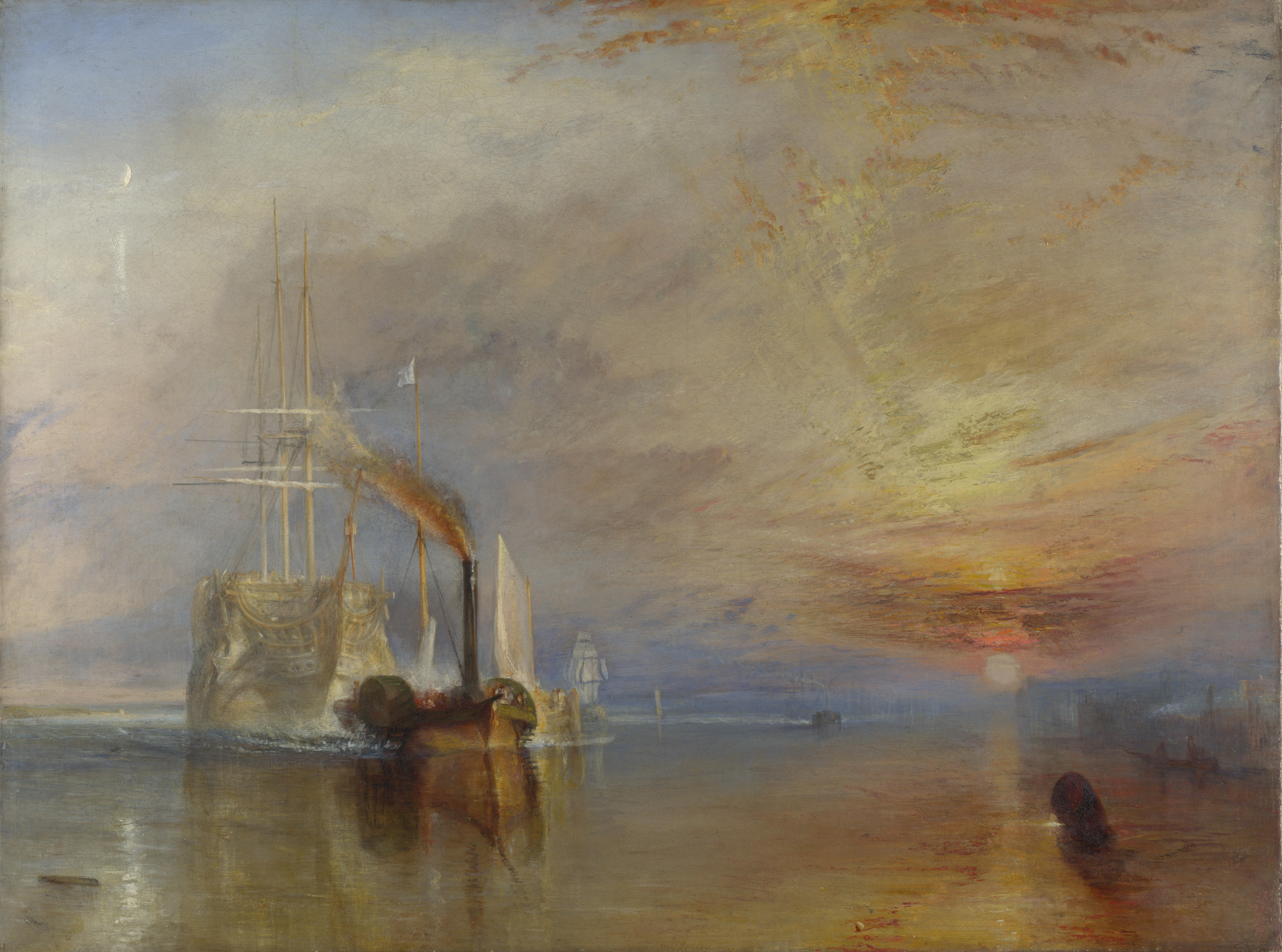
La valorosa Téméraire trainata al suo ultimo ancoraggio per essere demolita di J. M. W. Turner (1838)

Il primo caso di uso britannico di una nave prigione fu l'imbarcazione privata Tayloe, che l'Home Office affittò dal proprietario Duncan Campbell nel 1775. La Tayloe fu ormeggiata sul Tamigi per farne un centro di raccolta per tutti i detenuti la cui deportazione nelle Americhe era stata rinviata a causa della guerra d'indipendenza. I prigionieri cominciarono ad arrivare nel gennaio 1776. Nella maggior parte dei casi, l'incarcerazione fu breve poiché l'Home Office aveva anche offerto la libertà condizionale ai deportandi che si arruolassero nell'esercito o in marina, o che scegliessero di lasciare volontariamente le Isole Britanniche per la durata della pena inflitta. Entro il dicembre 1776 tutti i prigionieri imbarcati sulla Tayloe erano stati rilasciati, si erano arruolati o erano morti, e il contratto cessò.

#### Flotta di navi prigione sul Tamigi
Mentre la Tayloe era ancora in servizio, il governo britannico stava già sviluppando un progetto di lungo termine per la gestione dei deportandi. Nell'aprile-maggio 1776, fu approvata una legge che convertiva formalmente la deportazione nelle Americhe nei lavori forzati sul Tamigi per un periodo tra i tre e i dieci anni. Nel luglio 1776 il proprietario della Tayloe Duncan Campbell venne nominato Sovrintendente dei detenuti sul Tamigi e gli fu concesso un appalto per l'alloggio dei deportandi e il loro impiego come manodopera. Campbell procurò allo scopo tre navi prigione: la Justitia da 260 t, la ex fregata francese da 731 t Censor e un East Indiaman declassato, anch'esso battezzato Justitia. Complessivamente le tre navi prigione contenevano una popolazione di 510 prigionieri nel periodo tra il 1776 e il 1779.
Le condizioni a bordo di queste tre navi erano scadenti, e i tassi di mortalità elevati. Gli internati sulla prima Justitia dormivano in gruppi in cuccette a più livelli ciascuna delle quali in media permetteva di stendersi in uno spazio di 1,8 m di lunghezza e 46 cm di larghezza. Le razioni settimanali consistevano di biscotti e zuppa di piselli, accompagnati una volta alla settimana da mezza guancia di bue e due volte alla settimana da porridge, un pezzo di pane e formaggio. Molti detenuti erano in cattiva salute quando venivano trasferiti dai precedenti carceri, ma nessuna delle navi aveva sistemi di quarantena adeguati, e c'era un continuo rischio di contaminazione causato dal flusso di escrementi dalle infermerie. Nell'ottobre 1777 un prigioniero dal carcere di Maidstone portò il tifo a bordo. Si diffuse rapidamente; in un periodo di sette mesi fino a marzo 1778, morì un totale di 176 detenuti, ossia il 28 per cento della popolazione della nave prigione.
Le condizioni in seguito migliorarono. Nell'aprile 1778 la prima Justitia fu convertita in una nave "accettazione", in cui i detenuti si liberavano degli abiti carcerari, si lavavano ed erano tenuti in quarantena fino a quattro giorni prima di essere trasbordati sulle altre imbarcazioni. Quelli che risultavano malati venivano trattenuti a bordo sinché guarivano o morivano. Sulla seconda Justitia lo spazio delle brande venne ampliato per consentire solo due detenuti per cuccetta, ciascuno son un'area di 1,8 m di lunghezza per 61 cm di larghezza per distendersi. La razione settimanale di pane fu elevata da 5 a 7 libbre, quella di carne venne arricchita con la consegna giornaliera di teste di bue dai macelli locali, e ogni tanto veniva servita verdura fresca. Gli effetti di queste migliorie furono evidenti nei tassi di mortalità dei prigionieri. Nel 1783 morirono 89 detenuti su 486 portati a bordo; e per i primi nove mesi del 1786 ne morirono appena 46 su 638.

#### Navi da guerra

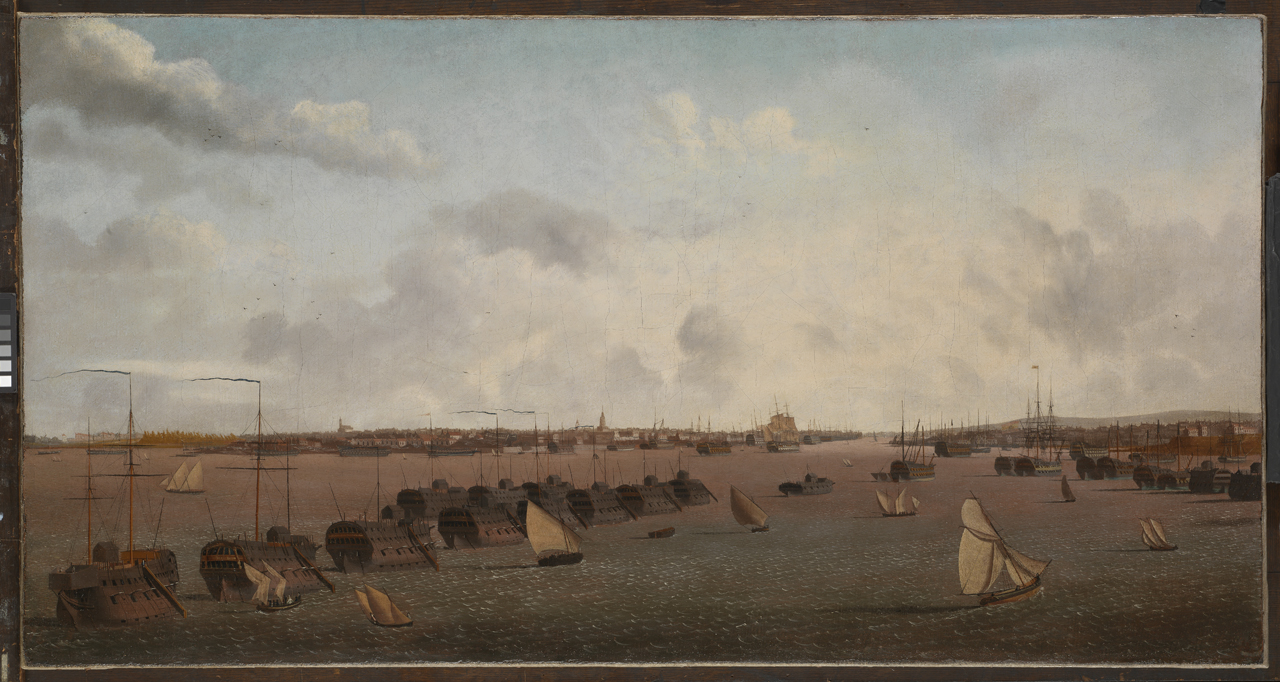
Il porto di Portsmouth con hulk prigione, Ambroise Louis Garneray

Anche le navi da guerra venivano abitualmente usate come navi prigione. Un tipico hulk britannico, l'ex man-of-war HMS Bellerophon fu declassato dopo la battaglia di Waterloo e divenne una nave prigione nell'ottobre 1815. Ancorata al largo di Sheerness in Inghilterra, e ribattezzato HMS Captivity il 5 ottobre 1824, normalmente teneva circa 480 condannati in condizioni pietose. La HMS Discovery divenne un hulk prigione nel 1818 a Deptford. La HMS Temerarie fu un'altra famosa nave prigione utilizzata in tal ruolo dal 1813 al 1819.

### Uso britannico nel Nuovo Galles del Sud
Nel Nuovo Galles del Sud (Australia) gli hulk furono usati anche come riformatori. Nel 1813 fu pubblicato sul quotidiano Australian un bando di gara d'appalto per la fornitura di pane ai prigionieri imbarcati su un hulk prigione nel porto di Sydney.
Tra il 1824 e il 1837 la Phoenix fu usata come hulk prigione nel porto di Sydney. Vi erano ristretti i condannati in attesa di deportazione all'isola di Norfolk e nel golfo di Moreton. Secondo una fonte, sarebbe stato il primo hulk prigione in Australia.
La Vernon (1867–1892) e la Sobraon (1892–1911) — quest'ultima ufficialmente una "nave scuola" — erano ancorate nel porto di Sydney. Il loro comandante, Frederick Neitenstein (1850–1921), introdusse un sistema di "disciplina, sorveglianza, addestramento fisico e un sistema di classificazioni e segni. Il suo intento era creare un 'terremoto morale' in ogni ragazzo appena inserito. L'ultimo arrivato era assegnato all'infimo rango e, attraverso severo impegno e obbedienza, gradualmente otteneva un numero limitato di privilegi."

### Uso britannico in Australia meridionale
Tra il 1880 e il 1891 l'hulk Fitzjames fu impiegato come riformatorio dal governo coloniale locale a Largs Bay.

## Prima guerra mondiale
All'inizio della Grande Guerra nel porto di Portsmouth (Regno Unito) si impiegarono navi di linea per custodirvi gli stranieri (internati perché potenzialmente pericolosi per la sicurezza nazionale).

## Guerra civile russa
Le chiatte della morte (in russo, Ба́ржи сме́рти) erano prigioni galleggianti usate da entrambe le fazioni durante la Guerra civile russa nel 1918-1919, soprattutto nel bacino del Volga. Erano impiegate prevalentemente per tenere imprigionati potenziali nemici politici, più che per eseguirvi condanne a morte. In caso di improvvisa avanzata di forze ostili, si potevano rapidamente trainare altrove, o affondare in un canale navigabile, in questo caso contemporaneamente liquidando i simpatizzanti avversari e ostacolando le forze navali nemiche.
Il primo utilizzo di chiatte della morte è documentato a Jaroslavl' durante la rivolta socialrivoluzionaria del 1918. È noto pure che una chiatta della morte che tratteneva simpatizzanti sovietici fu riconquistata da un rimorchiatore agli ordini di Fedor Raskolnikov.

## Germania nazista

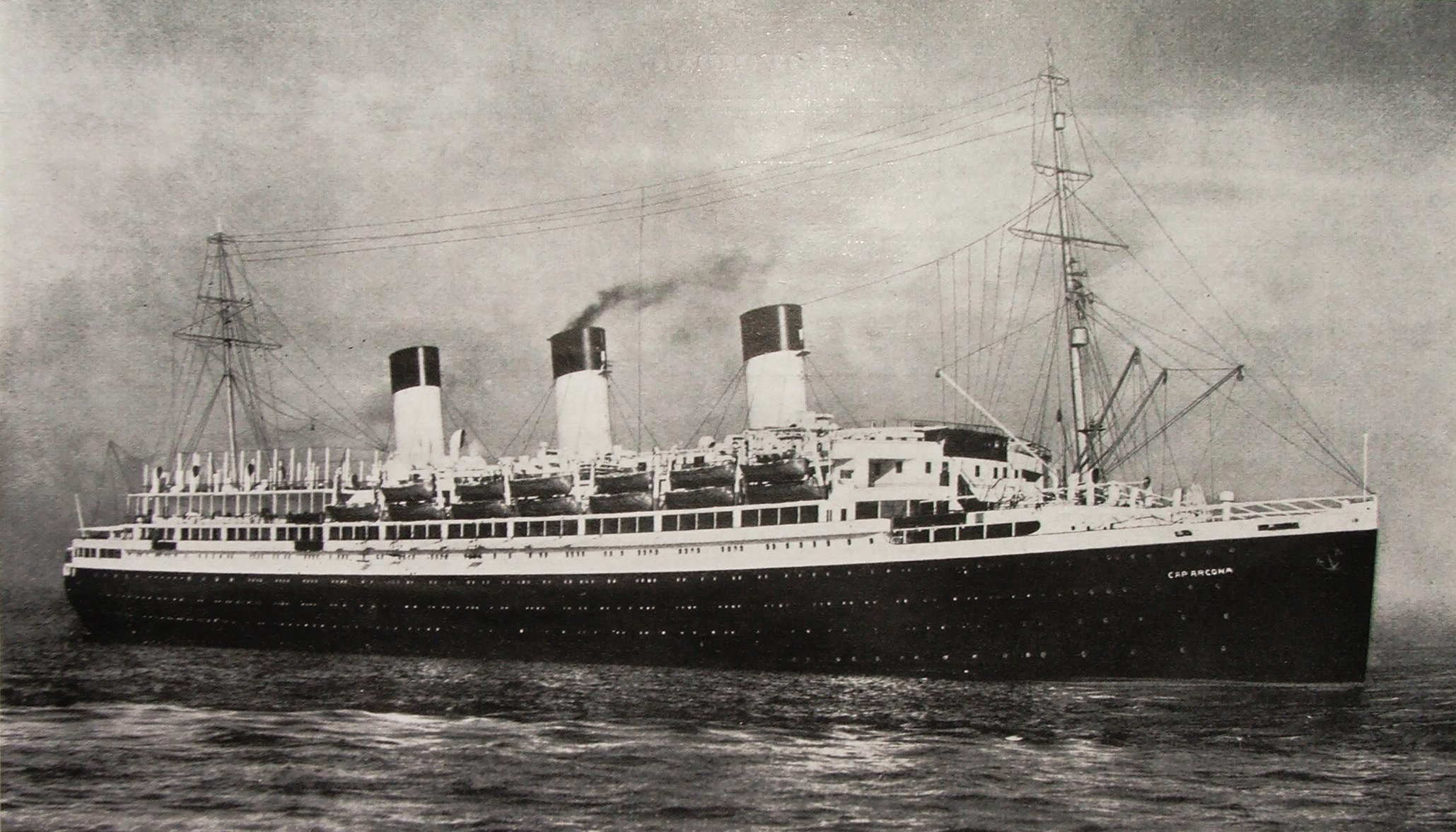
La Cap Arcona, una nave passeggeri, fu trasformata dalla Germania nazista per tenere prigionieri dei campi di concentramento.

La Germania nazista riunì una piccola flotta di navi nel golfo di Lubecca per tenere prigionieri dei campi di concentramento. Si tratta delle navi passeggeri Cap Arcona e Deutschland, e dei mercantili Thielbek e Athen. Furono tutte distrutte il 3 maggio 1945 da aerei della RAF; la maggior parte dei prigionieri restarono uccisi dalle bombe o dai mitragliamenti, bruciati vivi, annegati nel tentativo di raggiungere la riva, o uccisi dalle SS che li sorvegliavano.

## Usi contemporanei

### Cile

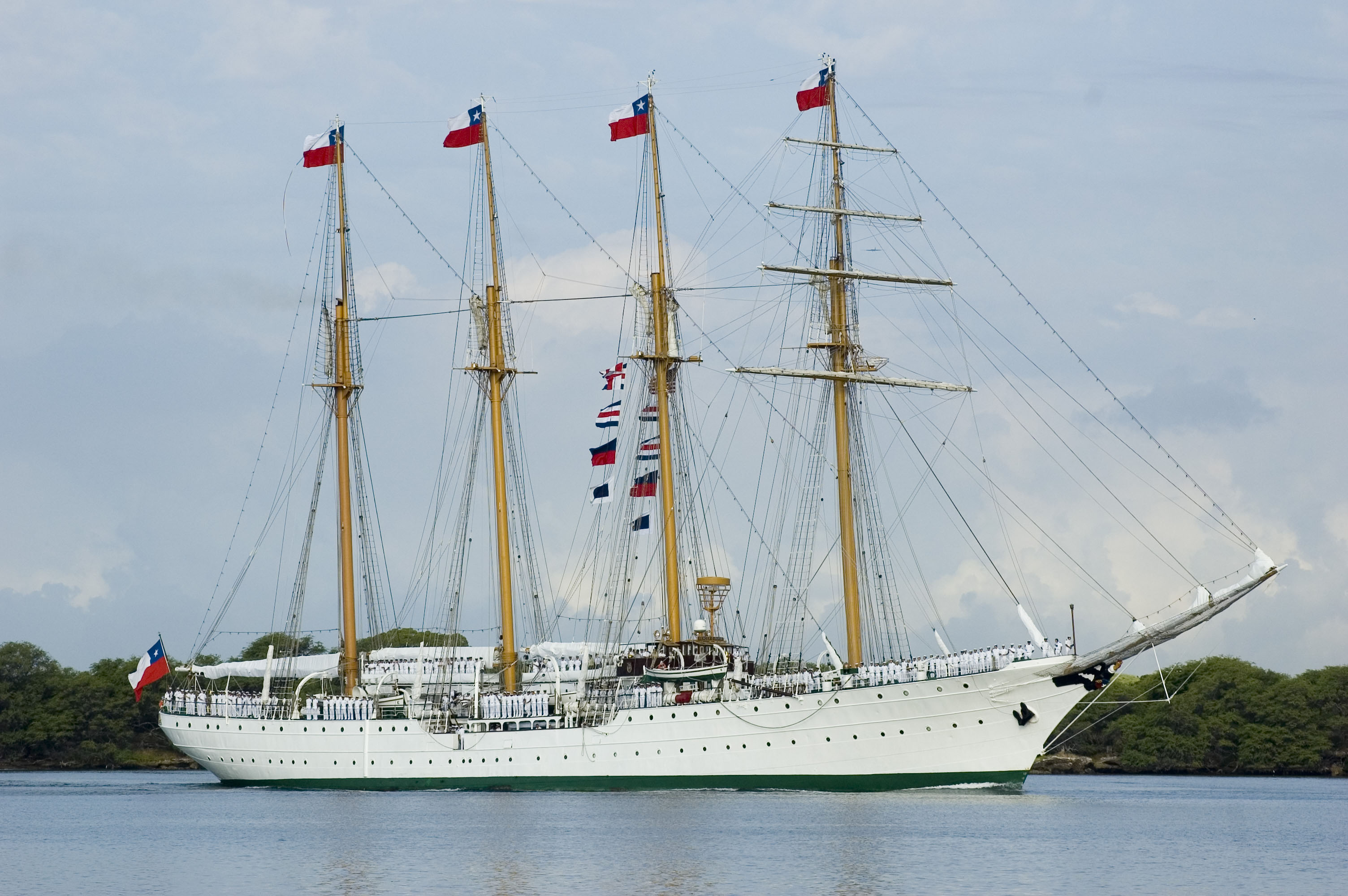
La Esmeralda a Pearl Harbor nel 2006

Rapporti di Amnesty International, Senato statunitense e Commissione nazionale cilena per la verità e riconciliazione descrivono la Esmeralda (BE-43) come una sorta di prigione galleggiante per detenuti politici dell'amministrazione di Augusto Pinochet dal 1973 al 1980. È stato affermato che probabilmente più di cento persone vi furono trattenute per qualche periodo e sottoposte a trattamenti terribili; tra loro anche il sacerdote britannico Miguel Woodward.

### Filippine
Nel 1987, il colonnello Gregorio Honasan, regista di vari colpi di stato nelle Filippine, fu catturato e imprigionato in una nave da guerra temporaneamente trasformata per fargli da carcere. Però lui evase, dopo aver convinto le guardie ad unirsi alla sua causa.

### Regno Unito

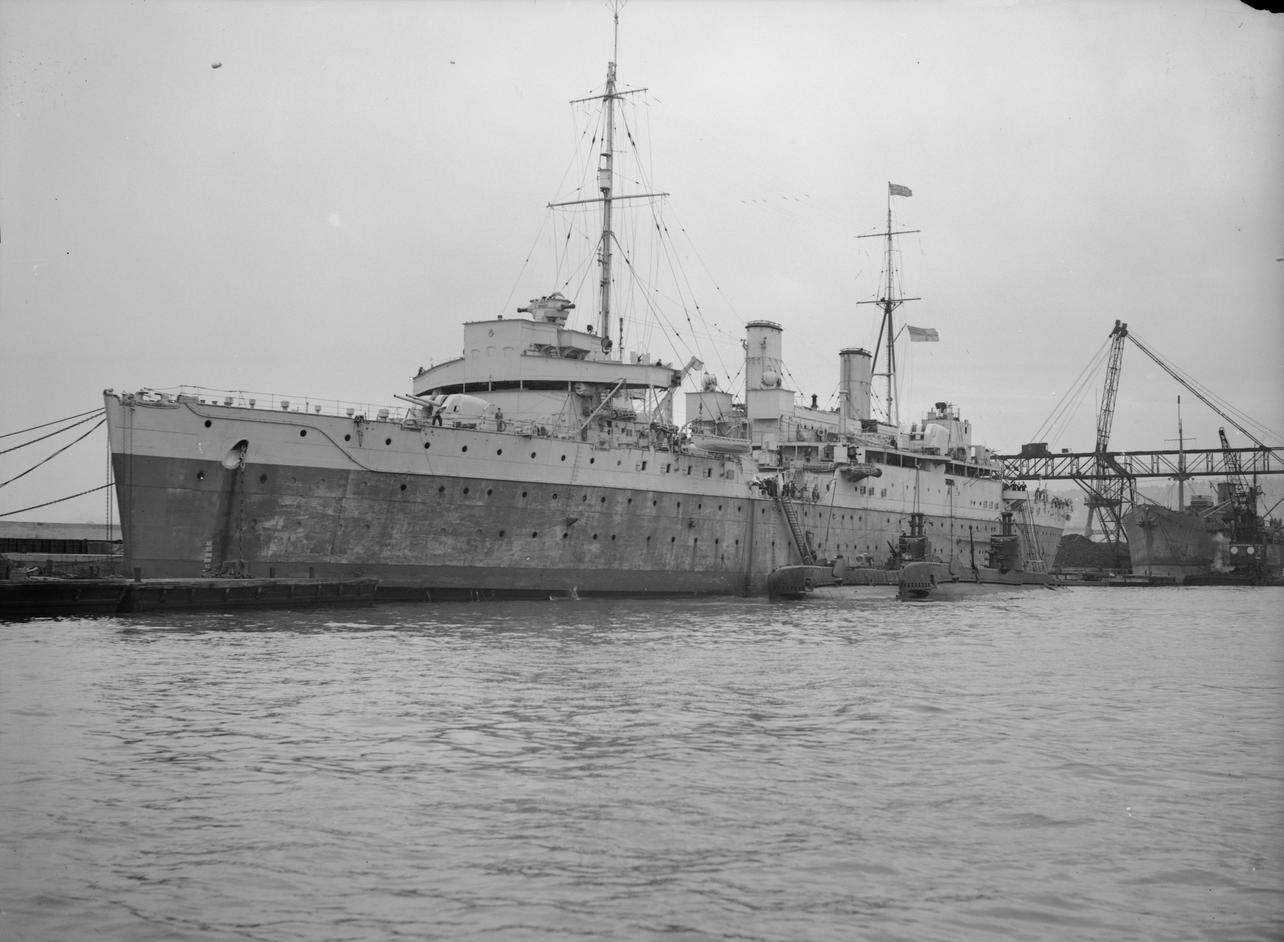
La HMS Maidstone (qui ripresa ad Algeri durante la Seconda guerra mondiale), una nave prigione che fu ormeggiata a Belfast e in cui furono inviati vari detenuti durante il conflitto nordirlandese.

La HMS Maidstone fu usata come nave prigione nell'Irlanda del Nord negli anni 1970 per sospetti paramilitari repubblicani e attivisti simpatizzanti non combattenti. L'ex presidente del partito politico repubblicano Sinn Féin, Gerry Adams, trascorse gran parte del 1972 internato sulla Maidstone. Fu rilasciato per partecipare ai colloqui di pace.
Nel 1997 il governo del Regno Unito istituì una nuova nave prigione, la HMP Weare, come misura temporanea per mitigare il sovraffollamento delle carceri. La Weare fu ormeggiata nella darsena militare di Portland (Dorset). La Weare venne abbandonata nel 2006.

### Stati Uniti

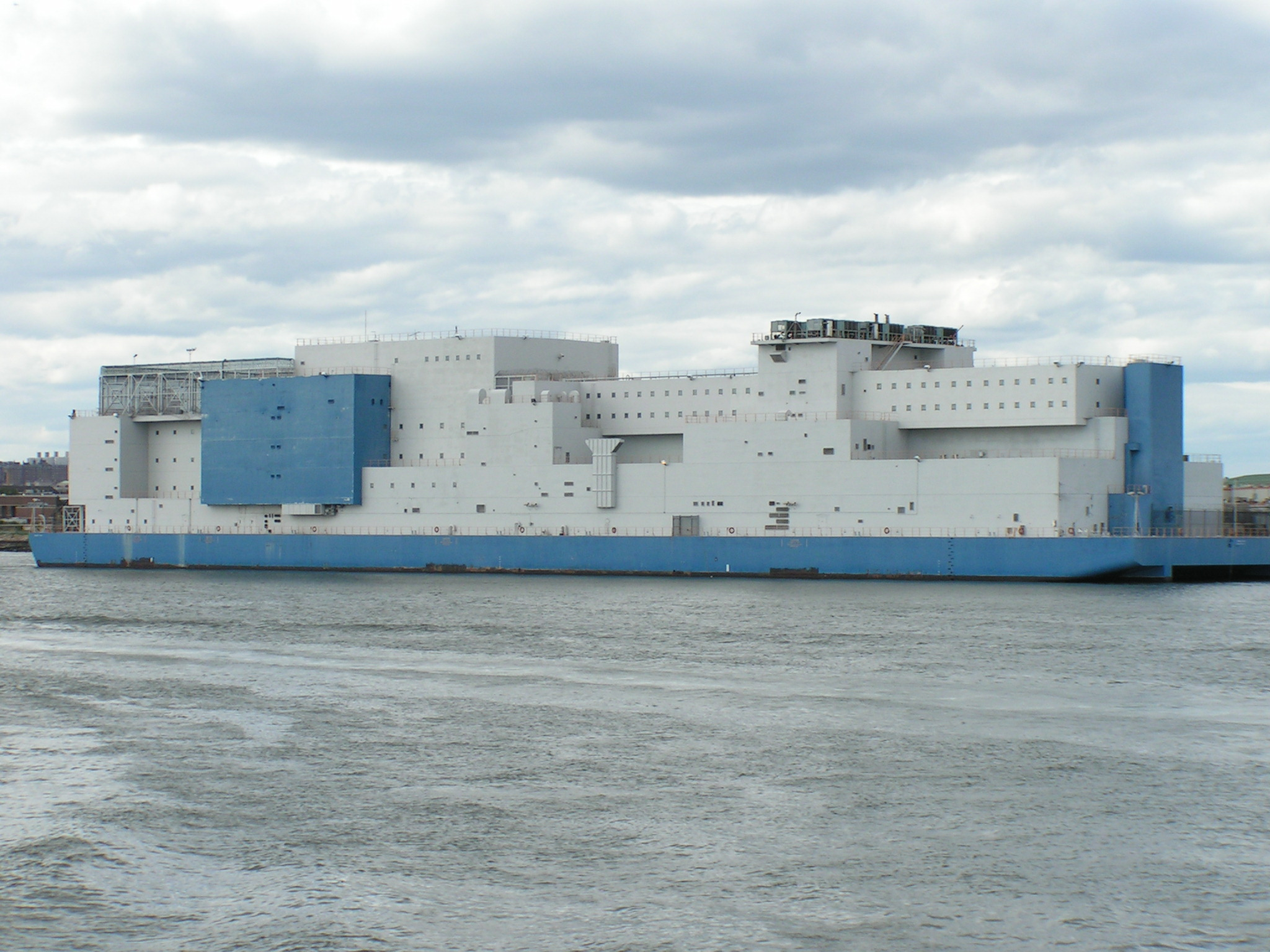
Il Vernon C Bain Correctional Center, visibile sull'East River

Negli Stati Uniti, il Vernon C. Bain Correctional Center è una chiatta prigione gestita dal New York City Department of Correction come un'integrazione a Rikers Island, aperta nel 1992.
Nel giugno 2008 The Guardian pubblicò la denuncia di Reprieve secondo cui le forze armate USA starebbero trattenendo persone arrestate nella guerra al terrorismo su navi da guerra della marina, tra cui le USS Bataan e Peleliu, benché un tanto fosse smentito dalla US Navy. Poi nel 2011 gli Stati Uniti ammisero di tenere i terroristi su navi in mezzo al mare, rivendicando di avere il diritto di farlo.
Nel 2009 la US Navy trasformò il ponte principale della nave logistica USNS Lewis and Clark in una prigione militare per custodirvi i pirati catturati al largo della Somalia in attesa di estradarli in Kenya per i relativi procedimenti penali. La prigione era in grado di alloggiare fino a ventisei prigionieri ed era gestita da un distaccamento dei marines ricavato dalla 26th Marine Expeditionary Unit.

## Letteratura
Il romanzo di Charles Dickens Grandi speranze inizia con la fuga del condannato Abel Magwitch da un hulk ormeggiato sull'estuario del Tamigi. Nella realtà, le navi prigione erano ancorate ben al largo di Upnor nel vicino Medway, ma Dickens si avvale di una licenza artistica per collocarle sul Tamigi.
Nelle prime fasi del romanzo I miserabili di Victor Hugo, Jean Valjean è un condannato sulle galee a Tolone (Francia).
L'artista e scrittore francese Ambroise Louis Garneray illustrò la sua vita in un hulk prigione a Portsmouth nel libro di memorie  Mes Pontons..